# Höhenkaltluft
Höhenkaltluft ist ein Begriff aus der Meteorologie, der eine Luftmasse bezeichnet, die in der Höhe kälter ist als am Boden. Sie kann sich zu einem sogenannten Kaltlufttropfen verselbstständigen, der durch die Abschnürung eines Höhentiefs entsteht, das sich in wärmere Gebiete verlagert. Höhenkaltluft hat einen großen Einfluss auf das Wettergeschehen, da sie für eine labile Schichtung der Atmosphäre sorgen kann. Das bedeutet, dass die warme bodennahe Luft leichter aufsteigt und verstärkt Wolken und Niederschläge bildet. Besonders im Frühjahr und Sommer können unter dem Einfluss von Höhenkaltluft Schauer und Gewitter entstehen. Höhenkaltluft begünstigt die Entstehung von Cumulus-Wolken, die an ihrer Oberseite stark aufquellen.

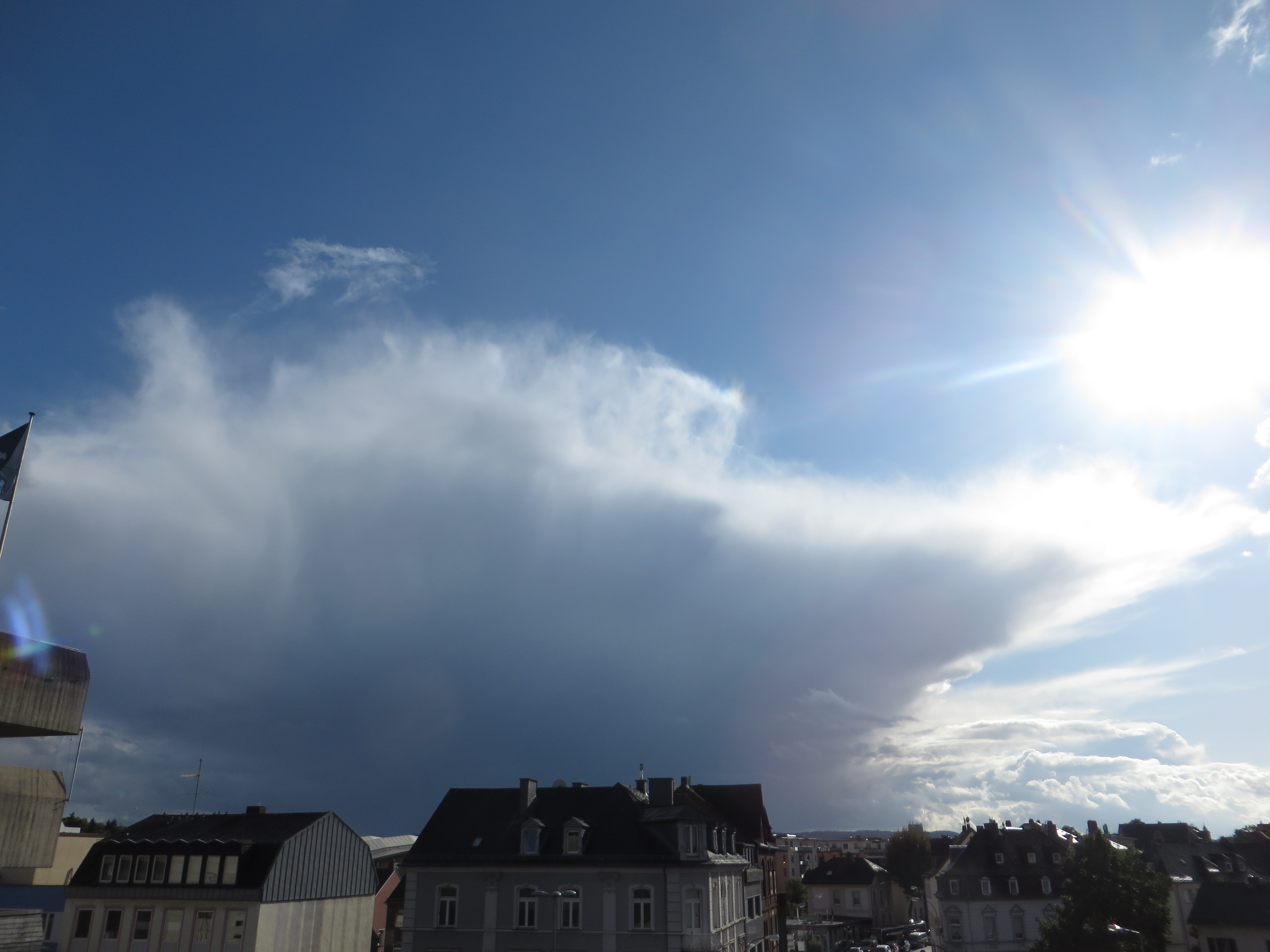
Cumulonimbus in Höhenkaltluft südwestlich von Limburg an der Lahn